# GOES 11
O GOES 11 (chamado GOES-L antes de atingir a órbita) foi um satélite Norte americano de pesquisas atmosféricas. Era operado pela NOAAe pela NASA, como parte do programa GOES. Lançado em 2000, operou como "GOES-WEST" até 6 de Dezembro de 2011.

## O projeto

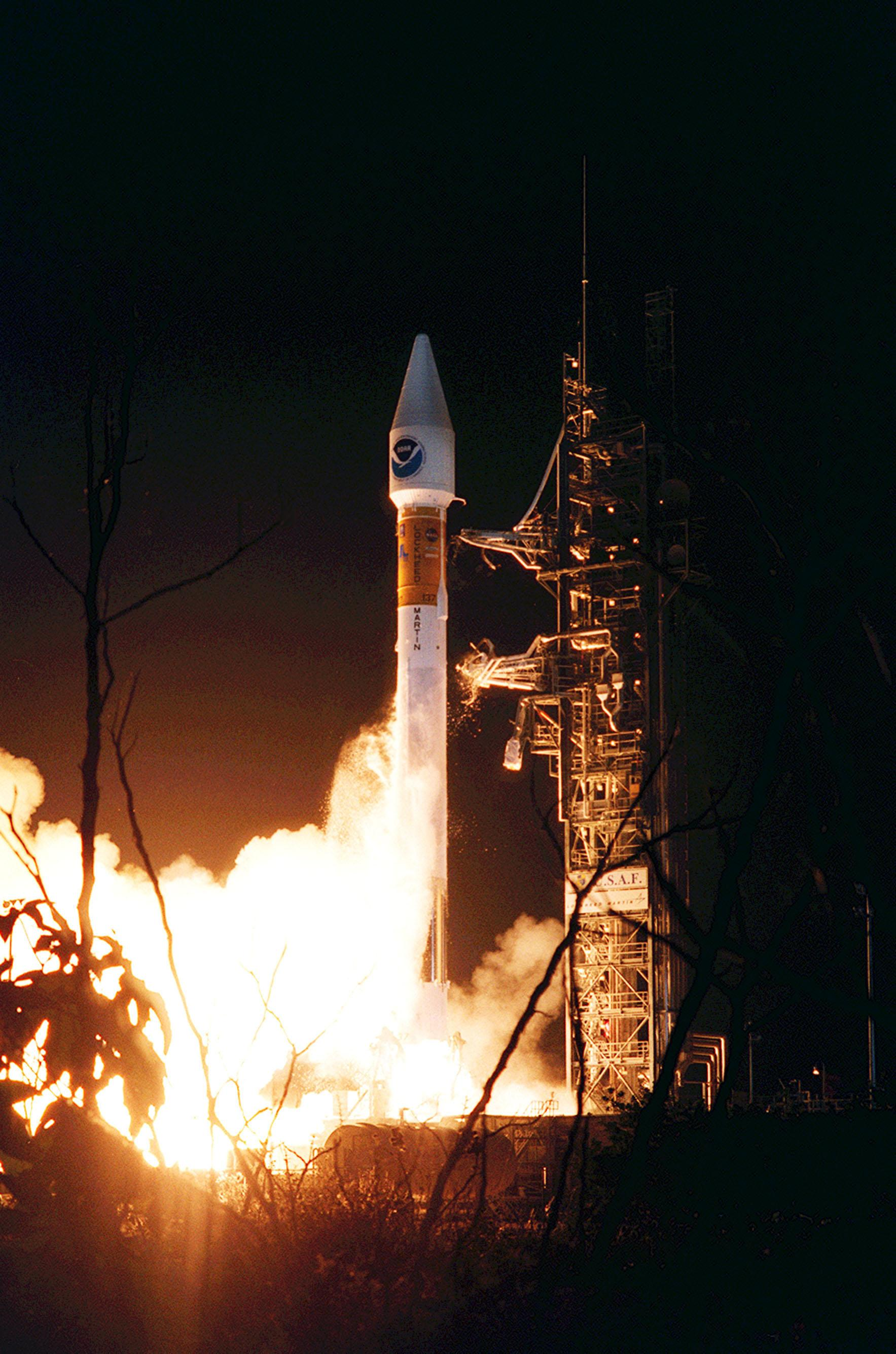
O satélite GOES-L sendo lançado por um foguete Atlas IIA.

O GOES 11 foi construído pela Space Systems/Loral, baseado na plataforma de satélite LS-1300. Ele foi lançado por um foguete Atlas IIA a partir da Estação da Força Aérea de Cabo Canaveral, na Flórida em 3 de Maio de 2000 as 07:07 GMT, depois de alguns adiamentos. No lançamento, a sua massa era de 2.217 kg, com uma vida útil estimada de cinco anos apesar de levar combustível para mais.

## A missão
Ao ser levado à órbita da Terra, foi posicionado na longitude 104° Oeste para testes em órbita. Em 2006, ele foi movido para 135° Oeste para substituir o GOES 10 que estava ficando sem combustível depois de ter excedido seu tempo de vida útil previsto em mais de seis anos e porque o GOES 12 acabou entrando em serviço antes do GOES 11 para permitir o uso de novos instrumentos que ele carregava.

## Saida de serviço
Em 6 de Dezembro de 2011, o GOES 11 foi retirado de serviço e substituído pelo GOES 15. Em 15 de Dezembro de 2011, ele foi impulsionado 185 km acima da sua órbita de trabalho e foi oficialmente desativado.